# Wendy Brear
Wendy Brear (ur. ?) – lekkoatletka z Saint Kitts i Nevis, biegaczka długodystansowa.

## Rekordy życiowe
- bieg maratoński – 5:50:34 (2006) rekord Saint Kitts i Nevis[1]